# Duits voetbalkampioenschap 1926/27
1926/27 was het twintigste Duitse voetbalkampioenschap ingericht door de DFB. Het werd opnieuw een demonstratie van de speelsterkte van de Zuid-Duitse teams, alle drie de teams bereikten de halve finale.
De drie West-Duitse teams lieten het opnieuw afweten in de eerste ronde. Fortuna Düsseldorf en Schalke 04 waren er voor het eerst bij. Zij zouden in de jaren dertig het mooie weer maken in de Duitse eindrondes.

## Deelnemers aan de eindronde
| Club                              | Gekwalificeerd als                                      |
| --------------------------------- | ------------------------------------------------------- |
| FC Titania Stettin                | Kampioen Noordoost-Duitsland                            |
| VfB Königsberg                    | Vicekampioen Noordoost-Duitsland                        |
| Vereinigte Breslauer Sportfreunde | Kampioen Zuidoost-Duitsland                             |
| Breslauer FV Stern 06             | Vicekampioen Zuidoost-Duitsland                         |
| Hertha BSC                        | Kampioen Berlijn-Brandenburg                            |
| Berliner FC Kickers 1900          | Vicekampioen Berlin-Brandenburg                         |
| VfB Leipzig                       | Kampioen Midden-Duitsland                               |
| Chemnitzer BC                     | Vicekampioen Midden-Duitsland                           |
| FC Holstein Kiel                  | Kampioen Noord-Duitsland                                |
| Hamburger SV                      | Winnaar Noord-Duitse kwalificatie voor tweede deelnemer |
| Duisburger SpV                    | Kampioen West-Duitsland                                 |
| FC Schalke 04                     | Vicekampioen West-Duitsland                             |
| Fortuna Düsseldorf                | Winnaar West-Duitse kwalificatie voor derde deelnemer   |
| 1. FC Nürnberg                    | Kampioen Zuid-Duitsland                                 |
| SpVgg Fürth                       | Vicekampioen Zuid-Duitsland                             |
| SV 1860 München                   | Winnaar Zuid-Duitse kwalificatie voor derde deelnemer   |

## Eindronde

### 1/8ste finale
| Datum      | Teams                    | Teams | Teams                 | Uitslag                  | Stadion                               |
| 8 mei 1927 | FC Schalke 04            | –     | SV 1860 München       | 1:3 (0:1)                | Dortmund, Kampfbahn Rothe Erde        |
| 8 mei 1927 | Fortuna Düsseldorf       | –     | Hamburger SV          | 1:4 (0:2)                | Düsseldorf, Rheinstadion              |
| 8 mei 1927 | 1. FC Nürnberg           | –     | Chemnitzer BC         | 5:1 (2:0)                | Fürth, Platz am Ronhofer Weg          |
| 8 mei 1927 | VfB Königsberg           | –     | Hertha BSC            | 1:2 (0:2)                | Königsberg, Platz von Prussia-Samland |
| 8 mei 1927 | VfB Leipzig              | –     | Breslauer FV Stern 06 | 3:0 (2:0)                | Leipzig, Fortuna-Stadion              |
| 8 mei 1927 | Berliner FC Kickers 1900 | –     | Duisburger SpV        | 5:4 n.v. (0:1, 3:3, 4:4) | Berlijn, Poststadion                  |
| 8 mei 1927 | FC Holstein Kiel         | –     | FC Titania Stettin    | 9:1 (4:1)                | Kiel, Holstein-Platz                  |
| 8 mei 1927 | Vgt. Breslauer Spfr.     | –     | SpVgg Fürth           | 1:3 (0:1)                | Breslau, Sportpark Grüneiche          |

### Kwartfinale
| Datum        | Teams           | Teams | Teams                    | Uitslag   | Stadion                                   |
| 22 mei 1927  | Hamburger SV    | –     | 1. FC Nürnberg           | 1:2 (0:0) | Hamburg, Sportplatz Hoheluft              |
| ??. ??? 1927 | Hertha BSC      | –     | FC Holstein Kiel         | 4:2 (?:?) | Berlijn, Preußenplatz Tempelhof           |
| 22 mei 1927  | SV 1860 München | –     | VfB Leipzig              | 3:0 (1:0) | München, Stadion an der Grünwalder Straße |
| 22 mei 1927  | SpVgg Fürth     | –     | Berliner FC Kickers 1900 | 9:0 (5:0) | Neurenberg, Platz am Zabo                 |

### Halve finale
| Datum       | Teams          | Teams | Teams           | Uitslag   | Stadion                      |
| 29 mei 1927 | 1. FC Nürnberg | –     | SV 1860 München | 4:1 (2:0) | Neurenberg, ASV-Platz        |
| 29 mei 1927 | Hertha BSC     | –     | SpVgg Fürth     | 2:1 (0:1) | Leipzig, Stadion Probstheida |

### Finale
| Datum        | Teams      | Teams | Teams          | Uitslag   | Stadion                   |
| 12 juli 1927 | Hertha BSC | –     | 1. FC Nürnberg | 0:2 (0:1) | Berlin, Deutsches Stadion |

Voor 50.000 toeschouwers opende Hans Kalb al in de zesde minuut de score. Heinrich Träg maakte in de 65ste minuut de 2-0. Nürnberg werd zo voor de vijfde keer kampioen, terwijl Hertha nu al zijn twee opéénvolgende finale verloor.

## Topschutters
|    | Speler        | Club            | Goals                   |
| -- | ------------- | --------------- | ----------------------- |
| 1. | Andreas Franz | SpVgg Fürth     | 6                       |
| 2. | Otto Harder   | Hamburger SV    | 4 (in twee wedstrijden) |
| 3. | Karl Auer     | SpVgg Fürth     | 4 (in drie wedstrijden) |
| 3. | Karl Faubel   | SV München 1860 | 4 (in drie wedstrijden) |
| 5. | Willi Kirsei  | Hertha BSC      | 4 (in vier wedstrijden) |
| 5. | Josef Schmitt | 1. FC Nürnberg  | 4 (in vier wedstrijden) |